# Louis Muraton
Louis Muraton (* 10. November 1850 in Tours, Département Indre-et-Loire; † 20. November 1901 in Paris) war ein französischer Maler. 

## Leben und Wirken

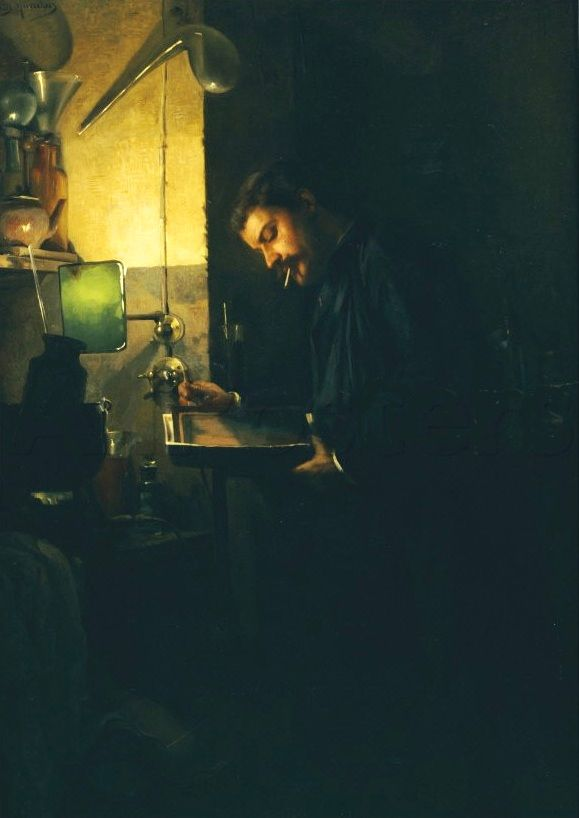
Le photographe (um 1901)

Muraton war ein Sohn des Malerehepaars Euphémie und Alphonse Muraton. Seinen ersten künstlerischen Unterricht erhielt er durch seine Eltern. Mit deren Unterstützung kam er später nach Paris an die École des Beaux-Arts und wurde dort Schüler von Léon Bonnat, Alexandre Cabanel und Fernand Cormon. 
1886 wurde Muraton von der Société des Artistes Français (SAF) eingeladen, am Salon de Champs-Élysées, ihrer großen  Ausstellung, teilzunehmen. Er hatte großen Erfolg, so dass er bis an sein Lebensende an dieser jährlichen Ausstellung teilnehmen konnte. 1889 erfuhren seine ausgestellten Bilder eine offizielle lobende Erwähnung durch die SAF.    
Zehn Tage nach seinem 51. Geburtstag starb Louis Muraton in Paris und fand dort auch seine letzte Ruhestätte.

## Werke (Auswahl)
- Le député l'Herminier.
- Panier de pêches et de raisin noir.
- Le photographe.
- Portrait de femme.
- Raisines et Pommes.